# Galàxia ultradifusa

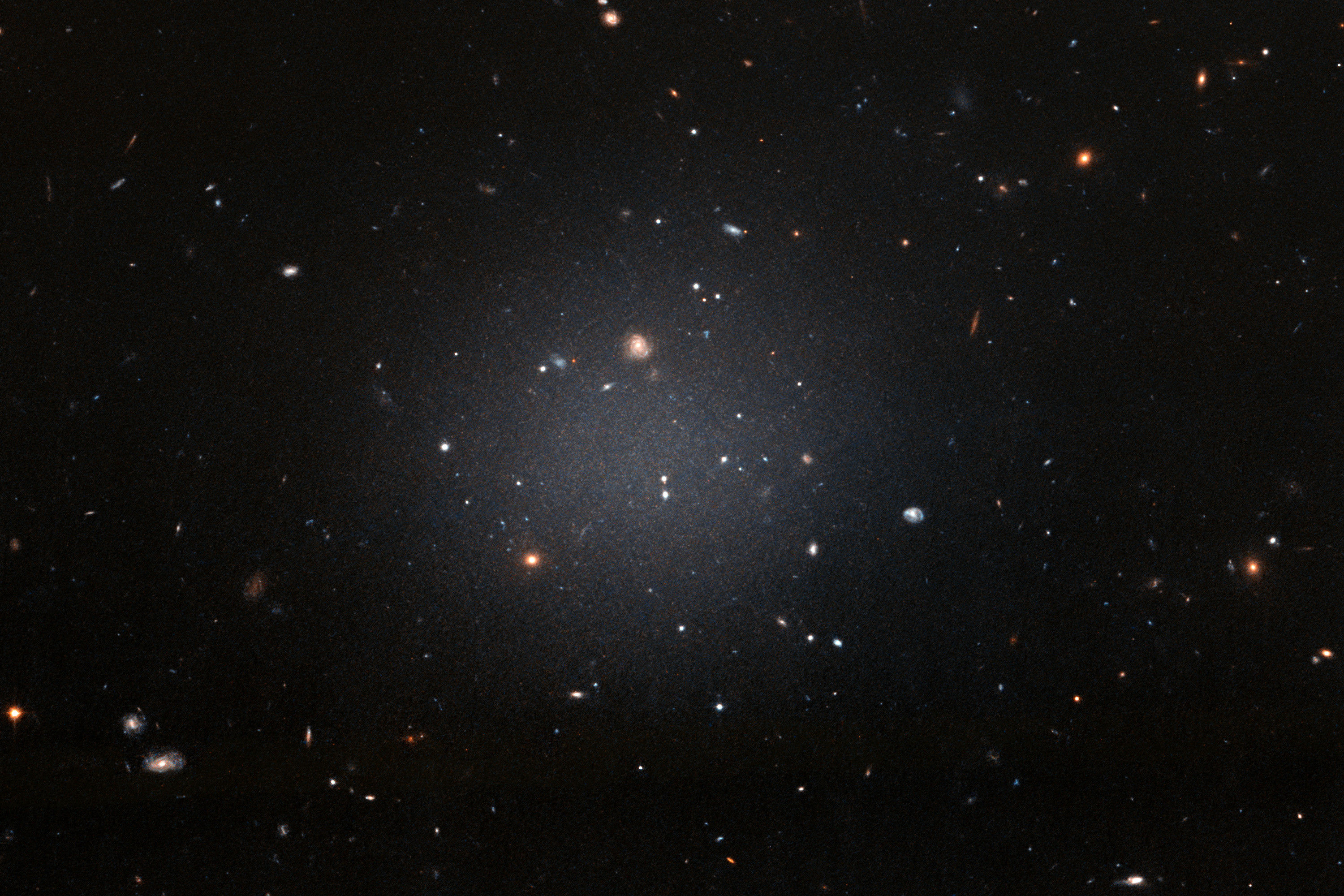
NGC 1052-DF2, una galàxia ultradifusa.

Una galàxia ultradifusa (UDG, en les seves sigles en anglès) és una galàxia de lluminositat extremadament baixa, el primer exemple de les quals fou descobert al Cúmul de la Verge proper per Allan Rex Sandage i Bruno Binggeli el 1984. Aquestes galàxies han estat estudiades durant molts anys abans de ser batejades amb el seu nom actual el 2015. La seva manca de lluminositat és deguda a l'absència de gas de formació d'estels, indicant que aquestes galàxies són constituïdes per poblacions estel·lars molt velles.
Segons descobertes confirmades el 2018, aquesta classe de galàxies inclou els dos extrems de contingut de matèria fosca: Algunes UDGs consisteixen gairebé al cent-per-cent de matèria fosca (amb la mateixa mida i massa de la Via Làctia però amb un 1% d'estels visibles comparat amb la nostra galàxia), mentre altres UDGs son constituïdes únicament de matèria normal (no fosca).

## Exemples
Algunes de les galàxies ultradifuses trobades al Cúmul de Coma, aproximadament a 330 milions anys-llum de la Terra, tenen diàmetres de 60 kly (18 kpc) amb un 1% dels estels de la Via Làctia. La distribució de galàxies ultradifuses al Cúmul de Coma és el mateix que la de galàxies lluminoses; tot suggerint que l'ambient del cúmul despulla de gas les UDGs. La distribució similar d'UDGs en les zones amb força de marea més altes suggereix una fracció de matèria fosca més gran per a mantenir les galàxies juntes sota un estrès gravitacional més alt. La galàxia Dragonfly 44, una altra UDG del Cúmul de Coma, n'és un exemple. Les observacions de la seva velocitat rotacional suggereixen una massa d'aproximadament d'un bilió de masses solars, gairebé el mateix que la Via Làctia. Aquest valor és també compatible amb els ̃90 cúmuls globulars observats al voltant de Dragonfly 44. Tanmateix, la galàxia emet només un 1% de la llum emesa per la Via Làctia. El 25 d'agost de 2016, astrònoms van informar que Dragonfly 44 pot ser gairebé només constituïda de matèria fosca.
El 2018, els mateixos investigadors van informar de la descoberta que la galàxia ultradifusa NGC-1052-DF2 és lliure de matèria fosca, d'acord amb les mesures de velocitat del seu sistema de ~10 companys de cúmul globular. Aquest fet deixa fora algunes teories de gravetat alternatives, com la dinàmica Newtoniana modificada, però altres models, com l'efecte de camp extern, són encara possibles.

## Peus de nota
1. ↑  Les UDG són un subconjunt de galàxies esferoidals nanes i el·líptiques nanes i catalogades com a tals abans que es popularitzés el seu nom actual.[1]